# Гайнц Шеффер
Гайнц Шеффер (нім. Heinz Scheffer; 8 листопада 1896, Айнбек — 25 червня 1977, Вольфенбюттель) — німецький військовий інженер, контрадмірал-інженер крігсмаріне.

## Біографія
1 квітня 1916 року вступив на флот. Учасник Першої світової війни. Після демобілізації армії залишений на флоті. З 11 квітня 1938 по 18 лютого 1940 року — командир 1-го морського навчального батальйону, з 26 лютого 1940 року — батальйону морського училища Кіля. З 30 січня 1941 року — інженер інспекції навчальних частин ВМС. З 22 червня 1942 по 28 лютого 1944 року — інженерний офіцер в штабі командування ВМС «Захід». З 13 березня 1944 року — командир училища морської війни Гайлігенгафена. З 5 квітня 1945 року — вищий командир навчальних батальйонів з вивчання конструкцій військових кораблів. 8 травня 1945 року взятий в полон. 27 лютого 1948 року звільнений.

## Звання
- Фенріх-інженер (13 листопада 1920)
- Лейтенант-інженер (8 квітня 1921)
- Оберлейтенант-інженер (1 січня 1923)
- Капітан-лейтенант-інженер (1 грудня 1928)
- Корветтен-капітан-інженер (1 квітня 1934)
- Фрегаттен-капітан-інженер (1 жовтня 1937)
- Капітан-цур-зее-інженер (1 листопада 1939)
- Контрадмірал-інженер (1 серпня 1944)

## Нагороди
- Залізний хрест 2-го класу (4 січня 1920)
- Почесний хрест ветерана війни з мечами
- Медаль «За вислугу років у Вермахті» 4-го, 3-го і 2-го класу (18 років; 2 жовтня 1936) — отримав 3 нагороди одночасно.
- Орден Заслуг (Угорщина), командорський хрест (22 серпня 1938)
- Хрест Воєнних заслуг
  - 2-го класу з мечами (23 грудня 1940)
  - 1-го класу з мечами (20 квітня 1943)